# آنوسمی
نابویایی یا آنوسمی (به انگلیسی: Anosmia) به از دست دادن حس بویایی در فرد گفته می‌شود که علت آن التهاب در مخاط بینی و بسته شدن مجاری بینی و نیز بیماری مادرزادی سندروم کالمن می‌باشد. این بیماری یکی از شایع‌ترین بیماری‌ها به‌ویژه در کهن‌سالان است که ۲ تا ۱۰ درصد افراد جامعه را درگیر می‌کند اما در جوامعی که سطح فرهنگی بالاتری برخوردارند، شیوع کمتری دارد.
این بیماری در مردان شایع‌تر از زنان است و به‌طور میانگین حدود ۳۰ تا ۳۵ درصد علت بروز نابویایی، بیماری‌های انسدادی بینی است که شایع‌ترین آن پولیپ‌های بینی، آلرژی، تورم مخاط بینی و ایجاد تومورهایی است که باعث انسداد می‌شوند.
مسدود شدن بینی به این دلیل موجب بروز آنوسمی می‌شود که هوا به قسمت‌های فوقانی این عضو از بدن که پیاز بویایی در آن واقع شده‌است، نمی‌رسد. بیماری‌های عفونی دستگاه فوقانی تنفسی به دلیل تورم موجب انسداد بینی و در پی آن بروز آنوسمی می‌شوند. این عفونت‌ها چه ویروسی و چه باکتریال می‌توانند باعث درگیر شدن پیاز بویایی و فلج کردن عصب بویایی شده و موجب بروز آنوسمی شوند.
تنها در ۱۵ تا ۲۰ درصد عفونت‌ها به دلیل ویروسی، حس بویایی برگشت‌پذیر نخواهد بود. این برگشت‌ناپذیری در زنان بیش‌تر از مردان است و زنانی که در سن ۵۰ تا ۷۰ سالگی قرار دارند بیشتر در معرض ابتلا به آنوسمی هستند. تروما به سر نیز از عوامل مطرح در بروز آنوسمی است. در برخی مواقع حتی خود فرد نیز متوجه ضربه نمی‌شود اما ممکن است ۳ تا ۵ درصد افراد، دچار آنوسمی شوند. این آمار در کودکان به ۱ تا ۳ درصد کاهش نشان می‌دهد.
درمان دارویی در بیمارانی که به علت ویروسی دچار عفونت تنفسی شده باشند استفاده می‌شود و جراحی برای از بین بردن انحراف و پولیپ و برداشتن تومور کاربرد دارد.
هسته عصب زوج یک (اولفکتوری) در کف لوب فرونتال (پیشانی) واقع شده‌است که در تروما به سر احتمال درگیری دارد و ممکن است باعث آنوسمیا شود.
تومورهای تخریبی که کف مغز و سقف بینی را درگیر می‌کنند نیز می‌توانند در بروز آنوسمی دخیل باشند.
اگر بویایی به‌طور کامل از بین رفته باشد آنومی نامیده می‌شود و اهمیت بیشتری دارد. انوسمی پس از ضربه‌های مغزی و تومر لب پیشانی شایع‌تر است. در سیگاری‌ها و رینیت آلرژیک مزمن کاهش بویایی دوطرفه یا هیپوسمی مشاهده می‌شود. شایع‌ترین علت هیپوسمی سیگاری شدید و مزمن می‌باشد. کاکوسمی نیز هنگامی گفته می‌شود که بیمار احساس بوی نامطبوع نماید. در تعداد قابل توجهی از بیمارلن پارکینسونی اختلال بویایی به صورت کاهش یا از بین رفتن کامل بروز می‌کند که ممکن است یک‌طرفه یا دوطرفه باشد.
همچنین پژوهش‌های تازه نشان داده که برخی بیماران کووید-۱۹ دچار نابویایی و ناچشایی کوتاه‌مدت شده‌اند که احتمالا به علت درگیری اپیتلیوم عصب اول مغزی یعنی  عصب  بویایی است که از یک هفته تا چند هفته و به ندرت تا یکسال  ممکن است طول بکشد. نابویایی  بیشتر از یکسال برگشت ناپذیر تلقی می شود. 

## برای مطالعهٔ بیشتر
- Blodgett, Bonnie (2010). Remembering Smell: A Memoir of Losing - and Discovering - the Primal Sense. Houghton Mifflin Harcourt. ISBN 978-0-618-86188-0.
- Tafalla, Marta (2010). Nunca sabrás a qué huele Bagdad (You will never know the smell of Bagdad) (به اسپانیایی). Autonomous University of Barcelona. ISBN 978-84-490-2611-9. - Novel dealing with congenital anosmia.